# Crypsinus likiangensis
Crypsinus likiangensis là một loài thực vật có mạch trong họ Polypodiaceae. Loài này được (Ching) X. Cheng mô tả khoa học đầu tiên năm 2005.